# Robert Reisner
Robert George Reisner (* 18. Januar 1921; † 1. Februar 1974 in New York City) war ein US-amerikanischer Kunsthistoriker und Jazzautor.
Er ist bekannt als Verfasser der ersten Biographie von Charlie Parker, in der er viele Interviews mit Zeitzeugen aufnahm (insgesamt 82). Reisner war nicht nur Professor für Kunstgeschichte an der New School for Social Research in New York City, sondern auch Jazzfan. Er machte 1953 die Bekanntschaft von Charlie Parker, befreundete sich mit ihm und organisierte Sonntagabends im Jazzclub Open Door in Greenwich Village Jam-Sessions, häufig unter Beteiligung von Parker.
Als Kunsthistoriker war er Ende der 1960er Jahre ein Pionier der Graffiti-Forschung und hielt darüber auch Vorlesungen.

## Schriften
- Bird, the legend of Charlie Parker, Citadel Press 1962, Da Capo 1977
- The jazz titans, including "The parlance of hip"; with short biographical sketches and brief discographies, Garden City: Doubleday 1960
- The literature of jazz, a selective bibliography, 2. Auflage, New York Public Library 1959
- Show me the good parts; the reader’s guide to sex in literature, New York: Citadel Press 1964
- Herausgeber: Great Erotic Scenes from Literature, Playboy Press, Chicago 1972
- Graffiti: two thousand years of wall writing, Chicago 1972
- mit Lorraine Wechsler: Encyclopedia of Graffiti, Macmillan 1974
- Fakes and Forgeries in the Fine Arts. A Bibliography, New York 1950
- mit Hal Kapplow: Captions courageous: or, comments from the gallery, New York 1958